# Pi Lupi
Pi Lupi (47 Lupi) é uma estrela na direção da constelação de Lupus. Possui uma ascensão reta de 15h 05m 07.11s e uma declinação de −47° 03′ 04.3″. Sua magnitude aparente é igual a 3.91. Considerando sua distância de 497 anos-luz em relação à Terra, sua magnitude absoluta é igual a −2.01. Pertence à classe espectral B5.